# Aron Jóhannsson
Pour les articles homonymes, voir Jóhannsson.
Aron Jóhannsson, né le 10 novembre 1990 à Mobile (Alabama), est un joueur international américain de soccer, d'origine islandaise, évoluant au poste d'attaquant ou ailier au Valur Reykjavik.

## Biographie
Né de parents islandais à Mobile en Alabama, aux États-Unis, Aron déménage en Islande avec sa famille à l'âge de trois ans. Il passe la majeure partie de sa jeunesse en Islande, retournant à plusieurs reprises aux États-Unis où il y passe une année de lycée (High School) en tant qu'étudiant en échange.

### Premières années
Jóhannsson commence sa carrière junior dans le club local de Fjölnir, à Reykjavik, la capitale islandaise. En 2005, il rejoint Breiðablik pour une saison avant de retourner à Fjölnir l'année suivante. Il passe ensuite son année 2007-2008 de lycée à jouer à l'IMG Soccer Academy, académie de formation des jeunes de la fédération américaine de soccer située à Bradenton en Floride où il est entraîné par Tom Durkin.

### Fjölnir
Jóhannsson fait ses débuts pour Fjölnir lors de la saison 2008 du championnat islandais. Il devient un titulaire régulier lors de sa deuxième saison, combinant au terme de ses trois années 37 apparitions et 13 buts dont 12 lors de sa dernière saison.

### AGF Århus
Attirant l'attention de clubs étrangers lors de sa troisième saison avec Fjölnir, il rejoint l'AGF Århus à la fin du mois d'août 2010 qui évolue alors en seconde division danoise. Après une bonne prestation à l'extérieur face à Viborg FF le 16 avril 2011 (victoire 2-3 de l'AGF), Aron est choisi pour être l'un des attaquants titulaires de la formation danoise. Il termine alors la saison à ce statut, aide son équipe à être promu en SAS Ligaen, première division du pays. Son premier but en seconde division intervient le 28 avril 2011, lors d'une rencontre à l'extérieur contre Hvidovre IF.
Il débute en SAS Ligaen le 18 juillet 2011, lors d'une victoire 2-1 contre Lyngby BK. Après 15 rencontres sans marquer, il inscrit finalement son premier but en première division le 7 novembre contre SønderjyskE, permettant à son équipe de décrocher le nul 1-1.
Jóhannsson établit un record le 27 août 2012 quand il inscrit le triplé le plus rapide de l'histoire de la SAS Ligaen, inscrivant ses trois buts en trois minutes et cinquante secondes contre AC Horsens. Il inscrit également un quatrième but dans cette rencontre, donnant à son équipe la victoire par 4 buts à 1. Il marque donc ses quatre buts en 16 minutes seulement, ce qui établit un autre record dans le championnat.

### La confirmation avec l'AZ Alkmaar
Jóhannsson rejoint l'AZ Alkmaar le 29 janvier 2013 alors que l'équipe évolue en Eredivisie (première division néerlandaise). Il inscrit son premier but le 14 avril 2013.
Le 11 août 2013, Jóhannsson inscrit un pénalty pour donner la victoire 3-2 contre les tenants du titre de l'Ajax Amsterdam. Contre le Sparta Rotterdam, il inscrit un triplé en coupe des Pays-Bas le 25 septembre. Trois jours plus tard, son but permet à son équipe de l'emporter contre les leaders du PSV Eindhoven.

### Arrivée en Allemagne
Après deux saisons et demie aux Pays-Bas, Aron rejoint l'Allemagne et le Werder Brême, en Bundesliga, le 5 août 2015 et ce, jusqu'en juin 2019,. Cependant, avec un contrat à long terme en poche, il n'arrive pas à s'imposer et ne participe qu'à trente rencontres en quatre saisons.

### Retour dans les championnats de seconde zone
Tentant de se relancer, il signe au Hammarby IF en juillet 2019 pour une durée de trois ans.
L'attaquant international américain s'engage avec le club polonais du Lech Poznan, mi février 2021. Il arrive libre .
Son passage en Pologne n'est pas concluant et après seulement deux buts en dix rencontres et une blessure avec l'équipe réserve, il se retrouve de nouveau sans club en août 2021. Si des rumeurs l'envoient en Major League Soccer, il rejoint finalement l'Islande et le Valur Reykjavik à compter de la saison 2022.

### Parcours en sélection
Après de bonnes performances en SAS Ligaen en 2012, Aron est appelé en sélection islandaise le 3 octobre 2012 dans le cadre des éliminatoires de la Coupe du monde 2014 contre la Suisse et l'Albanie. Malheureusement, il ne peut répondre favorablement en raison d'une blessure.
Étant né aux États-Unis, Aron est également éligible pour jouer pour la sélection américaine. En mai 2013, le sélectionneur Jürgen Klinsmann déclare que le staff de la sélection garde un œil sur Aron.
Le 29 juillet 2013, Aron annonce qu'il a pris la décision de jouer pour la sélection américaine et souhaite le meilleur à la sélection islandaise. Le 13 août, la FIFA approuve le changement de sélection pour Aron. Il fait sa première apparition sous le maillot américain à l'occasion d'une victoire 4-3 en rencontre amicale contre la Bosnie-Herzégovine à Sarajevo le 14 août 2013 quand il entre en jeu à la place d'Eddie Johnson à la 63e minute. Le 15 octobre, il inscrit son premier but en sélection contre le Panama dans le cadre de la dernière journée du tour final des éliminatoires pour la Coupe du monde 2014. Son but marqué dans le temps additionnel condamne le Panama qui manque ainsi sa qualification pour la Coupe du monde 2014. Le 25 mars 2015 à Aarhus, Aron inscrit son troisième but avec la sélection américaine à l'occasion d'une défaite 2-3 contre le Danemark, faisant ainsi un retour ovationné dans la ville où il a évolué de 2010 à 2013.

#### Buts internationaux
| Buts internationaux de Aron Jóhannsson | Buts internationaux de Aron Jóhannsson | Buts internationaux de Aron Jóhannsson                  | Buts internationaux de Aron Jóhannsson | Buts internationaux de Aron Jóhannsson | Buts internationaux de Aron Jóhannsson    | Buts internationaux de Aron Jóhannsson |
| 0                                      | Date                                   | Lieu                                                    | Adversaire                             | Résultat                               | Compétition                               |                                        |
| -------------------------------------- | -------------------------------------- | ------------------------------------------------------- | -------------------------------------- | -------------------------------------- | ----------------------------------------- | -------------------------------------- |
| 1                                      | 15 octobre 2013                        | Estadio Rommel Fernández, Panama, Panama                | Panama                                 | 2-3                                    | Éliminatoires pour la Coupe du monde 2014 |                                        |
| 2                                      | 27 mai 2014                            | Candlestick Park, San Francisco, Californie, États-Unis | Azerbaïdjan                            | 2-0                                    | Match amical                              |                                        |
| 3                                      | 25 mars 2015                           | NRGI Park, Aarhus, Danemark                             | Danemark                               | 3-2                                    | Match amical                              |                                        |
| 4                                      | 18 juillet 2015                        | M&T Bank Stadium, Baltimore, Maryland, États-Unis       | Cuba                                   | 6-0                                    | Gold Cup 2015                             |                                        |

## Palmarès
AGF Århus
- Champion du Danemark de deuxième division en 2010-2011

 AZ Alkmaar
- Vainqueur de la Coupe des Pays-Bas en 2012-2013

## Statistiques
| Saison                | Club                  | Championnat           | Championnat | Championnat | Coupe nationale | Coupe nationale | Coupe de la Ligue | Coupe de la Ligue | Supercoupe | Supercoupe | Compétition(s) continentale(s) | Compétition(s) continentale(s) | Compétition(s) continentale(s) | États-Unis | États-Unis | Total | Total |
| Saison                | Club                  | Division              | M.          | B.          | M.              | B.              | M.                | B.                | M.         | B.         | Comp.                          | M.                             | B.                             | M.         | B.         | M.    | B.    |
| 2008                  | Fjölnir Reykjavik     | Úrvalsdeild           | 3           | 0           | 0               | 0               | -                 | -                 | -          | -          | -                              | -                              | -                              | -          | -          | 3     | 0     |
| 2009                  | Fjölnir Reykjavik     | Úrvalsdeild           | 16          | 1           | 1               | 0               | 5                 | 0                 | -          | -          | -                              | -                              | -                              | -          | -          | 22    | 1     |
| 2010                  | Fjölnir Reykjavik     | 1. deild karla        | 18          | 12          | 3               | 4               | 5                 | 1                 | -          | -          | -                              | -                              | -                              | -          | -          | 26    | 17    |
| Sous-total            | Sous-total            | Sous-total            | 37          | 13          | 4               | 4               | 10                | 1                 | -          | -          | -                              | -                              | -                              | -          | -          | 51    | 18    |
| 2010-2011             | AGF Århus             | 1. division           | 17          | 2           | 1               | 0               | -                 | -                 | -          | -          | -                              | -                              | -                              | -          | -          | 18    | 2     |
| 2011-2012             | AGF Århus             | SAS Ligaen            | 30          | 7           | 2               | 1               | -                 | -                 | -          | -          | -                              | -                              | -                              | -          | -          | 32    | 8     |
| 2012-2013             | AGF Århus             | SAS Ligaen            | 18          | 14          | 0               | 0               | -                 | -                 | -          | -          | C3                             | 2                              | 0                              | -          | -          | 20    | 14    |
| Sous-total            | Sous-total            | Sous-total            | 65          | 23          | 3               | 1               | -                 | -                 | -          | -          | -                              | 2                              | 0                              | -          | -          | 70    | 24    |
| 2012-2013             | AZ Alkmaar            | Eredivisie            | 5           | 3           | 1               | 0               | -                 | -                 | -          | -          | -                              | -                              | -                              | -          | -          | 6     | 3     |
| 2013-2014             | AZ Alkmaar            | Eredivisie            | 32+2        | 17+0        | 4               | 6               | -                 | -                 | 1          | 1          | C3                             | 14                             | 2                              | 9          | 2          | 62    | 28    |
| 2014-2015             | AZ Alkmaar            | Eredivisie            | 21          | 9           | 3               | 0               | -                 | -                 | -          | -          | -                              | -                              | -                              | 3          | 1          | 27    | 10    |
| 2015-2016             | AZ Alkmaar            | Eredivisie            | -           | -           | -               | -               | -                 | -                 | -          | -          | C3                             | 1                              | 0                              | 4          | 1          | 5     | 1     |
| Sous-total            | Sous-total            | Sous-total            | 60          | 29          | 8               | 6               | -                 | -                 | 1          | 1          | -                              | 15                             | 2                              | 16         | 4          | 100   | 42    |
| 2015-2016             | Werder Brême          | Bundesliga            | 6           | 2           | 0               | 0               | -                 | -                 | -          | -          | -                              | -                              | -                              | 2          | 0          | 8     | 2     |
| 2016-2017             | Werder Brême          | Bundesliga            | 9           | 1           | 0               | 0               | -                 | -                 | -          | -          | -                              | -                              | -                              | -          | -          | 9     | 1     |
| 2017-2018             | Werder Brême          | Bundesliga            | 12          | 1           | 2               | 1               | -                 | -                 | -          | -          | -                              | -                              | -                              | -          | -          | 14    | 2     |
| 2018-2019             | Werder Brême          | Bundesliga            | 1           | 0           | 0               | 0               | -                 | -                 | -          | -          | -                              | -                              | -                              | -          | -          | 1     | 0     |
| Sous-total            | Sous-total            | Sous-total            | 28          | 4           | 2               | 1               | -                 | -                 | -          | -          | -                              | -                              | -                              | 2          | 0          | 32    | 5     |
| 2019                  | Hammarby IF           | Allsvenskan           | 10          | 0           | 3               | 3               | -                 | -                 | -          | -          | -                              | -                              | -                              | -          | -          | 13    | 3     |
| 2020                  | Hammarby IF           | Allsvenskan           | 22          | 12          | 0               | 0               | -                 | -                 | -          | -          | C3                             | 2                              | 0                              | -          | -          | 24    | 12    |
| Sous-total            | Sous-total            | Sous-total            | 32          | 12          | 3               | 3               | -                 | -                 | -          | -          | -                              | 2                              | 0                              | 0          | 0          | 37    | 15    |
| 2020-2021             | Lech Poznań           | Ekstraklasa           | 9           | 2           | 1               | 0               | -                 | -                 | -          | -          | -                              | -                              | -                              | -          | -          | 10    | 2     |
| 2022                  | Valur Reykjavik       | Úrvalsdeild           | 20          | 7           | 1               | 0               | -                 | -                 | -          | -          | -                              | -                              | -                              | -          | -          | 21    | 7     |
| 2023                  | Valur Reykjavik       | Úrvalsdeild           | 12          | 6           | 1               | 0               | -                 | -                 | -          | -          | -                              | -                              | -                              | -          | -          | 13    | 6     |
| Sous-total            | Sous-total            | Sous-total            | 32          | 13          | 2               | 0               | 0                 | 0                 | -          | -          | -                              | 0                              | 0                              | -          | -          | 34    | 13    |
| Total sur la carrière | Total sur la carrière | Total sur la carrière | 303         | 94          | 23              | 15              | 10                | 1                 | 1          | 1          | -                              | 19                             | 2                              | 18         | 4          | 374   | 117   |